# Giorgia crena
Giorgia crena är en fjärilsart som beskrevs av Clarke 1965. Giorgia crena ingår i släktet Giorgia och familjen Crambidae. Inga underarter finns listade i Catalogue of Life.